# Armin Rohde
 Armin Rohde (ur. 4 kwietnia 1955 w Gladbeck) – niemiecki aktor.

## Wybrana filmografia

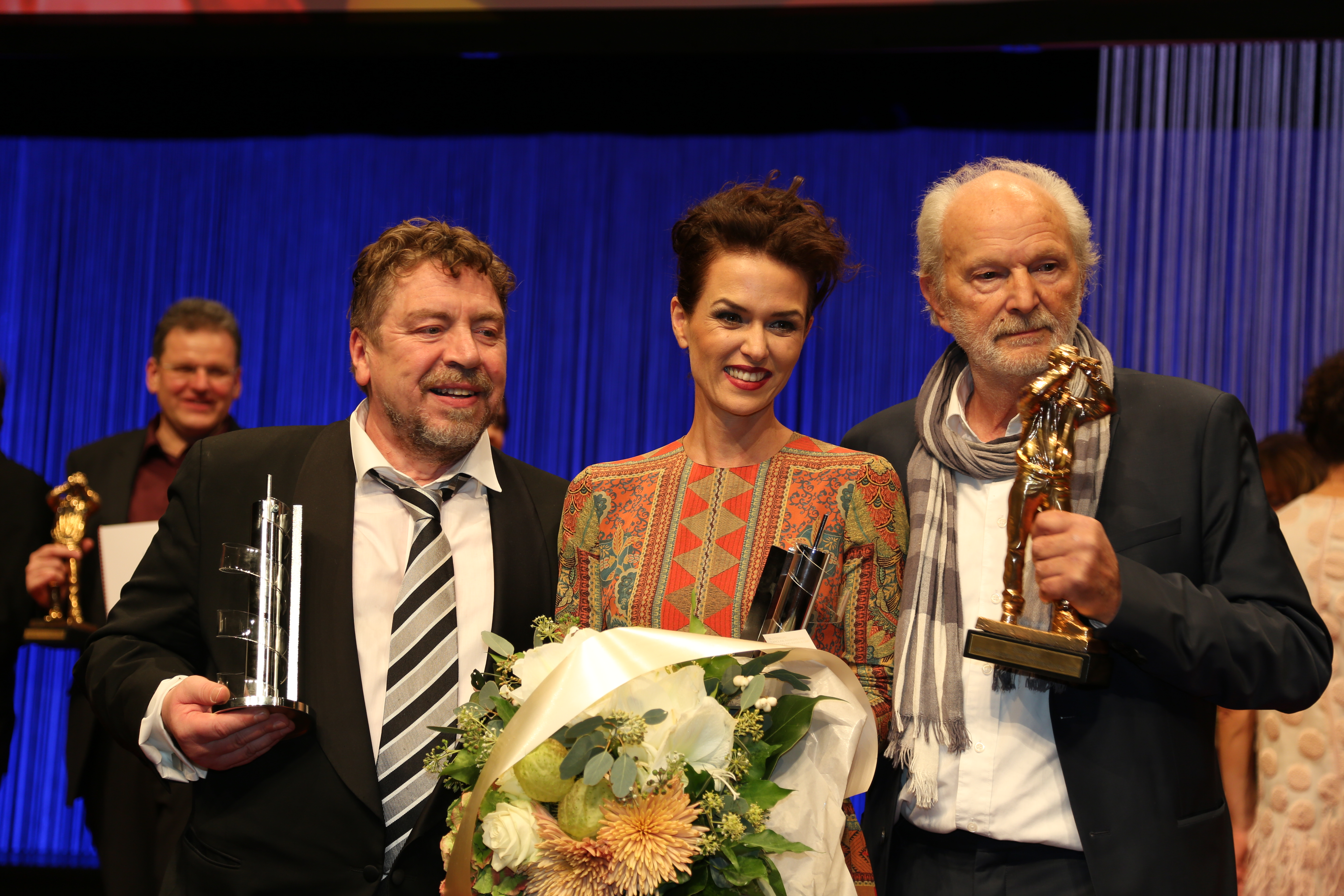
Armin Rohde, Melika Foroutan und Michael Gwisdek beim Hessischen Film- und Kinopreis 2015

- 1998: Biegnij Lola, biegnij jako Schuster (strażnik bankowy)
- 1992: Kleine Haie jako Bierchen
- 1994: Mężczyzna, przedmiot pożądania	jako Metzger
- 2009: Wulkan  jako Walter Röhricht
- 2009: Piekielna jedenastka jako  Pan Rothkirch
- 2010: Złodziej nad złodziejami jako  hrabia Gustav

## Nagrody
- 2000:  Goldene Kamera
- 2003: Bambi
- 2004:  Adolf-Grimme-Preis
- 2010: DIVA – Deutscher Entertainment Preis
- 2012: Bayerischer Fernsehpreis
- 2012: Askania Award
- 2013: Deutscher Schauspielerpreis
- 2015: Hessischer Fernsehpreis